# Astragalus dilutulus
Astragalus dilutulus es una especie de planta del género Astragalus, de la familia de las leguminosas, orden Fabales.

## Distribución
Astragalus dilutulus se distribuye por Irán.

## Taxonomía
Fue descrita científicamente por Maassoumi.
Sinonimia
- Astragalus wojciechowskianus Ranjbar